# Pixel

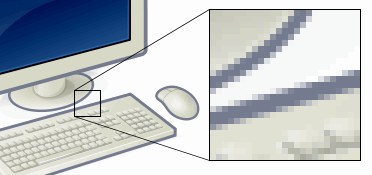
Här kan man tydligt se de förstorade pixlarna som små fyrkanter.

Pixel eller bildpunkt tidigare även pel (av engelska: picture element) är det minsta delen av den rastergrafik som används för att bland annat visa bilder på en bildskärm. Ordet pixel kommer av engelskans picture element, där "pix" är en förkortning av pictures. Ofta används förkortningen "px" och när det talas om pixlar som enheter, vilken också kan förses med ett SI-prefix, som till exempel megapixel.
En pixel kan betraktas som en punkt med viss färg och placering. En datorskärms upplösning kan anges som exempelvis 1024x768, vilket innebär 1024 pixlar vågrätt och 768 pixlar lodrätt. Varje pixel kan sedan ges ett värde som anger bland annat färg.
Den lilla del av ett bildoriginal som läses in av en bildläsare och ger kulören hos respektive pixel kallas avläsningspunkt.

## Upplösningstäthet

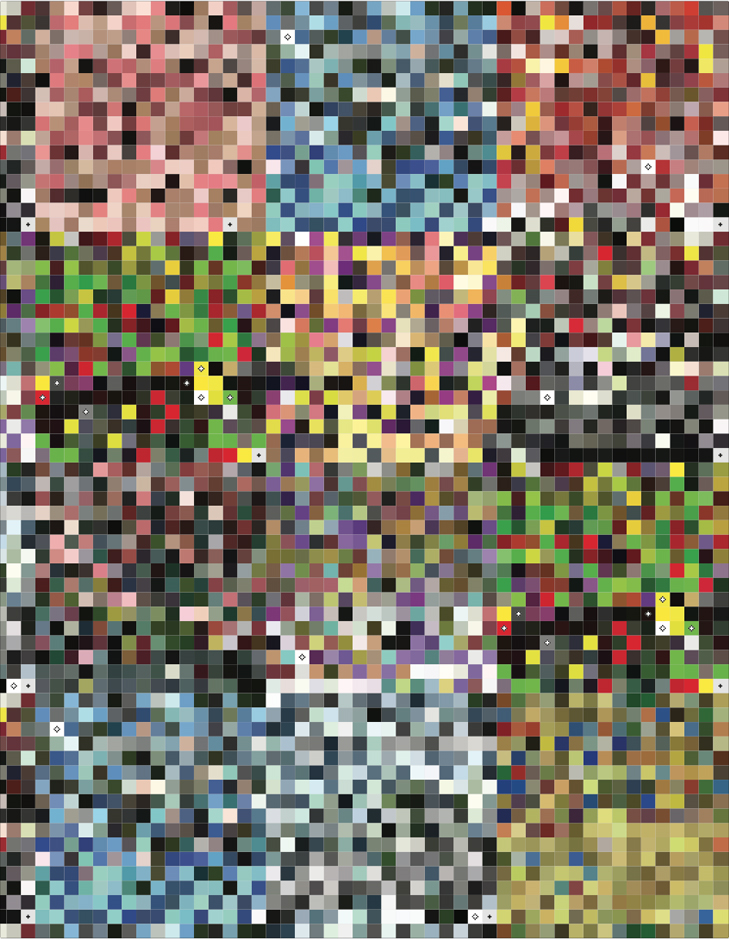
Pixel art

Vid visning av en grafisk bild på en datorskärm är det antalet bildelement per längdenhet, angiven som ’pixels/inch’ och betecknad ppi, som bestämmer bildens upplösning medan vid utskrift eller tryckning av en bild är det antal färgpunkter per tum, betecknad dpi (dots per inch) som avgör bildens upplösning. I de allra flesta sammanhang används dock enheten dpi oberoende av om det handlar om visning på en datorskärm eller vid utskrift/tryckning. En ordinär datorskärm har en upplösning av omkring 96 pixel/inch vilket anges som 96 ppi under avancerade skärminställningar i Windows. Detta brukar i verkligheten handla om 86–89 pixlar/tum.
För tryckning eller utskrift av högupplösta bilder erfordras normalt att bilden skapas med minst 150 dpi upp till 300 dpi. För bilder som skapas enbart för visning på datorskärmen i skala 1:1 är det ingen idé att använda en högre upplösning än 96 dpi eftersom skärmen inte har högre upplösning. Om bilden i ett dokument ska kunna förstoras vid visningen på skärmen måste den dock vara skapad i en högre upplösning för att den inte ska bli grynig.

## Färgskala
En annan avgörande faktor för kvaliteten vid visning av färgbilder på en datorskärm är det faktum att datorskärmar sänder ut ljus och då används en additiv blandning av de tre färgerna Röd, Grön och Blå, förkortat RGB, som i grova drag motsvarar de tre färger som uppfattas bäst av det mänskliga ögats tappar. Alla färger på skärmen blandas med utgångspunkt från dessa tre grundfärger. En bild som ska användas för tryck där bilden blir synlig genom reflekterat ljus på exempelvis ett papper, måste dock normalt definieras i den subtraktiva färgmodellen CMYK - Cyan, Magenta, Gul och Svart som utgör de fyra grundfärger en tryckpress normalt laddas med. 

## Megapixel
En megapixel är en miljon (mega) pixlar. Termen anger antalet pixlar i en bild eller på en bildskärm. Det används också för antalet ljuskänsliga celler i en bildsensor för en digitalkamera.